# رامسس ششم
رامسس ششم پنجمین پادشاه دودمان بیستم مصر باستان بود که از سال ۱۱۴۵ تا ۱۱۳۷ پ. م. بر مصر فرمانروایی می‌کرد.
او پسر رامسس سوم از شهبانو ایست بود. نام شاهی او نِب‌مَعات‌رَع-مری‌آمون به معنای «رع خدای دادگری است، او که آمون دوستش می‌دارد» است. سال‌های پادشاهی او در سنگ‌نگاره‌ای توصیف شده‌است؛ سنگ‌نگاره‌ای که نام کاهنان بزرگ آمون در آن هنگام — رامسس‌ناخت — را نیز ذکر می‌کند. بر پایه بازسازی پاپیروس تورین، رامسس ششم ۸ سال کامل فرمانروایی کرد. او تا ۲ ماه پس از آغاز نهمین سال به تخت نشستنش نیز زنده بود، ولی پس از آن مرد جای خود را به پسرش رامسس هفتم داد. آرامگاه او در گور کی‌وی۹ در دره پادشاهان قرار گرفته‌است.